# قدرة (يافع)

تعديل مصدري - تعديل

قدرة هي إحدى قرى عزلة لبعوس بمديرية يافع التابعة لمحافظة لحج، بلغ تعداد سكانها 875 نسمة حسب تعداد اليمن لعام 2004.